# Chabuata sedosa
Chabuata sedosa är en fjärilsart som beskrevs av Köhler 1947. Chabuata sedosa ingår i släktet Chabuata och familjen nattflyn. Inga underarter finns listade i Catalogue of Life.